# (22977) 1999 VF24
1999 في أف 24 (ويعرف أيضًا باسم (22977) 1999 في أف 24 وفق تسمية الكوكب الصغير) (بالإنجليزية: 1999 VF24)‏ هو كويكب ضمن حزام الكويكبات؛ وترتيبه 22977 من حيث الاكتشاف.
اكتُشف هذا الجُرم الفلكي بواسطة Charles W. Juels ‏ في 15 نوفمبر 1999.

## وصلات خارجية
- (22977) 1999 VF24 في قاعدة بيانات مختبر الدفع النفاث لأجرام النظام الشمسي الصغيرة

- الاكتشاف · مخطط المدار ·  العناصر المدارية · المعلمات المادية

- (22977) 1999 VF24 على موقع ويكي سكاي: DSS2, SDSS, GALEX, IRAS, Hydrogen α, X-Ray, Astrophoto, Sky Map, Articles and images